# 格雷丝·柯立芝
格雷丝·安娜·古德休·柯立芝（Grace Anna Goodhue Coolidge，1879年1月3日—1957年7月8日），美国第30任总统卡尔文·柯立芝的妻子，美国前第一夫人（1923年－1929年）。

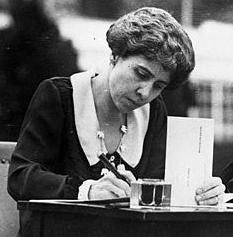
格雷丝·柯立芝